# Bezirksamt Gerlachsheim

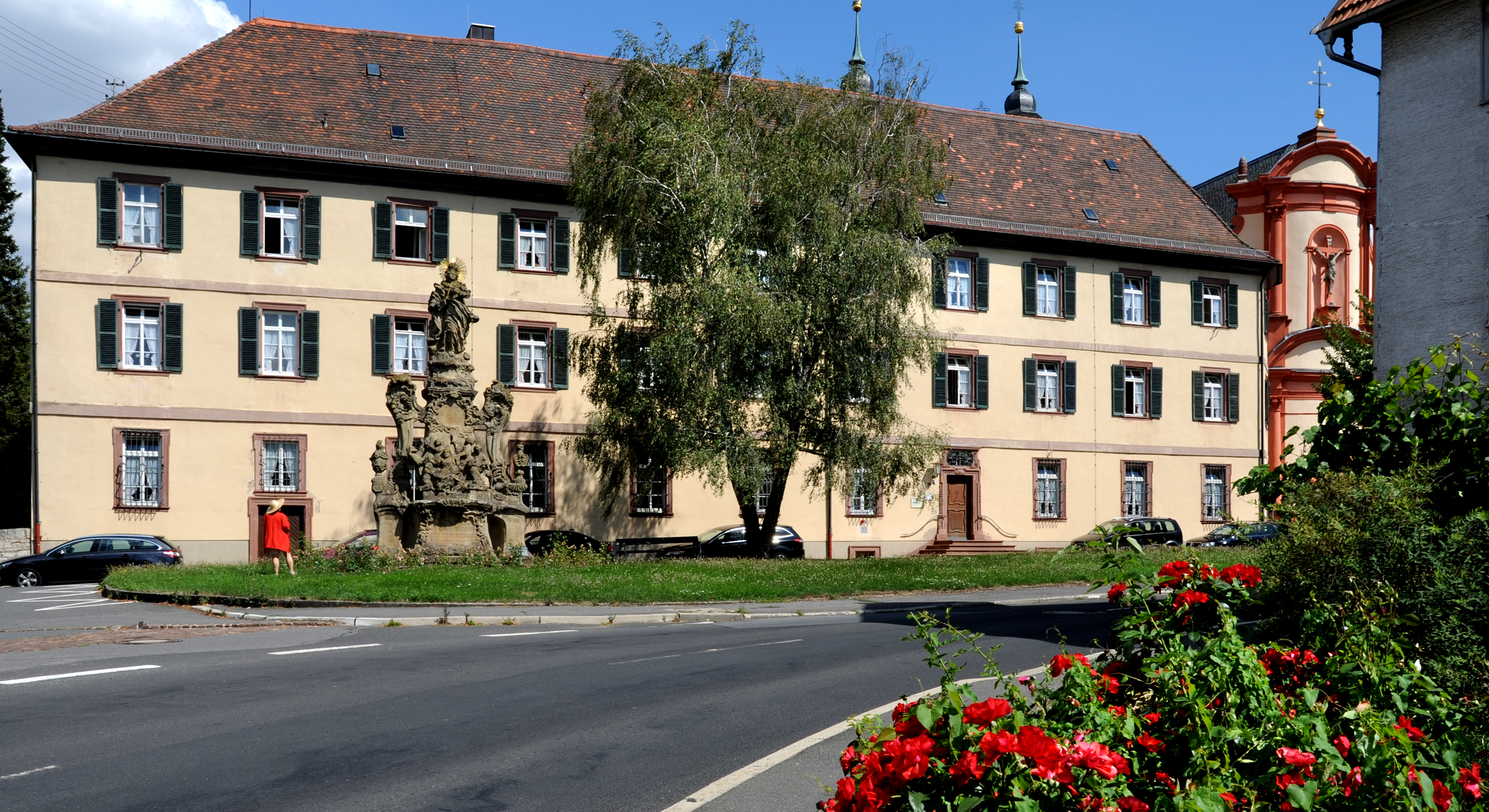
Im ehemaligen Kloster Gerlachsheim war das Bezirksamt Gerlachsheim bis zu seiner Aufhebung untergebracht

Das Bezirksamt Gerlachsheim war von 1813 bis 1864 ein Verwaltungsbezirk in Baden mit Sitz in Gerlachsheim, das heute zum Main-Tauber-Kreis gehört. Die badischen Bezirksämter waren in ihrer Funktion und Größe vergleichbar mit einem Landkreis.

## Geschichte
Das Bezirksamt Gerlachsheim wurde 1813 gegründet und umfasste 23 Gemeinden: Gerlachsheim, Brehmen, Buch am Ahorn, Dittigheim, Gamburg, Gerchsheim, Gissigheim, Grünsfeld, Grünsfeldhausen, Ilmspan, Impfingen, Krensheim, Kützbrunn, Messelhausen, Oberbalbach, Oberwittighausen, Paimar, Poppenhausen, Schwarzenbrunn, Unterbalbach, Unterwittighausen, Vilchband und Zimmern. Im gleichen Jahr entstanden auch die umliegenden Ämter bzw. Bezirksämter Boxberg, Tauberbischofsheim und Wertheim.
1838 erwarb der badische Staat die Besitzungen des Klosters Gerlachsheim, wo das Bezirksamt Gerlachsheim bis zu seiner Aufhebung untergebracht war. 1864 wurde das Amt Gerlachsheim aufgelöst und seine Gemeinden dem Bezirksamt Tauberbischofsheim zugeordnet. Dieser Verwaltungsbezirk erhielt wiederum mit § 1 Abs. 3 der Dritten Verordnung über den Neuaufbau des Reichs vom 28. November 1938 (RGBl. I S. 1675) mit Wirkung vom 1. Januar 1939 die Bezeichnung Landkreis.
Dessen Gemeinden wurden 1973 dem Main-Tauber-Kreis zugeordnet.

## Oberamtmänner
Die Oberamtmänner des Bezirksamtes Gerlachsheim (1813 bis 1864):
- 1814–1822: Franz Anton Keller
- 1822–1827: Karl Menzinger
- 1827–1834: Alban Leiblein
- 1834–1836: Alois Ludwig Lichtenauer
- 1836–1845: Karl Ludwig Gaß
- 1845–1848: Adolf Schütt
- 1848: Maximilian Ruth
- 1848–1858: Anton Schneider
- 1858–1864: Philipp Jacob Neff